# François Legent
 (septembre 2023).
Si vous disposez d'ouvrages ou d'articles de référence ou si vous connaissez des sites web de qualité traitant du thème abordé ici, merci de compléter l'article en donnant les références utiles à sa vérifiabilité et en les liant à la section « Notes et références ».
François Legent est un médecin oto-rhino-laryngologiste français né le 23 janvier 1932 à Vimoutiers et mort le 26 juillet 2021 à Nantes.

## Biographie
François Gabriel Legent suit ses études à la Faculté de médecine de Paris, devient externe des Hôpitaux en 1954 puis interne au concours de 1957. Il est chef de clinique-assistant dans le service du Pr Maurice Aubry de 1964 à 1967.
Maître de conférence en oto-rhino-laryngologie à la Faculté de médecine de Nantes de 1967 à 1970, maître de conférence agrégé de 1970 à 1975, il devient professeur de clinique ORL et chirurgie cervico-faciale et chef de service de 1975 à 1997, puis consultant en 1997 et professeur émérite à en 2000.
Il est membre du CNU d'ORL (1973-1977, 1990-1996). Directeur de l'École d'orthophonie de l'Université de Nantes de 1975 à 1983, président de la Commission médicale d'établissement du Centre hospitalier universitaire de Nantes (1986-1995), vice-président du Collège français d'ORL, coordonnateur de l'Enseignement d'ORL dans l'inter région Ouest (1985-1995).
S'occupant de l'enseignement dans la Francophonie médicale, de l'histoire de l'ORL et des enfants handicapés, il fonde le Centre d'action médico-sociale précoce spécialisé pour la déficience auditive du CHU de Nantes.
Il est président-fondateur de la Société internationale francophone d'ORL (SIFORL) et président de la Société française d'ORL et chirurgie cervico-faciale de 1998 à 1999. Correspondant national de l'Académie nationale de médecine (division de chirurgie) le 19 novembre 1996, il est élu membre titulaire le 21 novembre 2006.

## Travaux

### Publications
- L'otoscopie en pratique clinique (2015)
- Atlas pratique oreille et bouche (2001)
- Prosper Menière (1999)
- Chirurgie de l'oreille moyenne (1993)
- Pratique phoniatrique en ORL (1992)
- Oreille (1984)
- Manuel pratique d'ORL (1982, 1985, 1990)
- Anatomie 3 (1976)
- Atlas de chirurgie esthétique plastique (1975)
- Cahiers d'anatomie O.R.L. 2 (1975, 1980, 1985)
- Atlas de techniques chirurgicales de l'oreille (1974)
- Les séquelles audio-vestibulaires des traumatismes crânio-cervicaux (1971)
- Cahiers d'anatomie O.R.L. (1968, 1975, 1979, 1984)
- Contribution à l'étude de la voie d'abord temporo-extra-durale du rocher (1963)

### Sources
- Bernard Charpentier, Notice nécrologique, Académie nationale de médecine, 2021